# Список музеїв Вашингтона
Список музеїв Вашингтона:

## Музеї Смітсонівського інституту
До музейного комплексу Смітсонівський інститут у м. Вашингтон відносяться наступні музеї, більшість з яких розташовані в межах Національної алеї в центрі столиці:
| 1. Будівля Смітсонівського інституту (Фортеця) 2. Смітсонівський музей американського мистецтва включно з Галереєю Ренуїк 3. Національний музей американської історії 4. Національний музей американських індіанців 5. Національний музей авіації і космонавтики включно із філіалом: Центр Стівена Удвара-Гезі в (аеропорті ім. Даллеса, штат Вірджинія) 6. Національний музей африканського мистецтва 7. Національний музей природничої історії |  | 8. Меморіал Гранта 9. Музей Гіршгорна і сад скульптур 10. Будинок мистецтв і індустрій 11. Галерея мистецтв Фріра (азійське і середземноморське мистецтво) 12. Галерея Саклера (азійське мистецтво) 13. Музей Анакостія (афроамериканський, краєзнавчий) 14. Національна портретна галерея США 15. Національний поштовий музей США 16. Смітсонівський національний зоопарк |

## Інші музеї
| 1. Музей Голокосту 2. Музей Хіллвуд і парк, картинна галерея і ужиткове мистецтво 3. Музей Кріджер мистецтва 19-20-го ст. 4. Музей намиста 5. Музей науки Маріан Кошланд 6. Музей Національного географічного товариства 7. Музей новин 8. Музей текстилю 9. Музей шпигунства 10. Національна галерея мистецтв |  | 11. Національний музей жіночого мистецтва 12. Будинок Вудро Вільсона 13. Галерея мистецтв Коркоран 14. Галерея Філіпс (Збірка Філіпс) клас. мистецтва 15. Національний фонд бонсай в складі Нац. Дендрарію 16. Будинок Думбартона |

## Меморіали
- Монумент Вашингтона
- Меморіал Лінкольна
- Меморіал Джефферсона
- Меморіал Гранта

## Фотогалерея

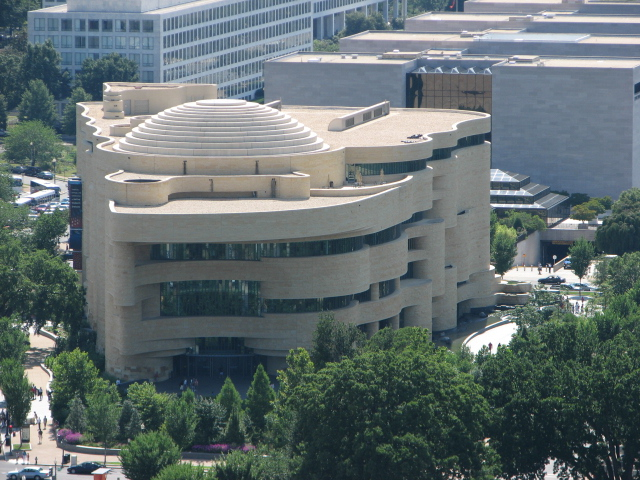
Національний музей американських індіанців
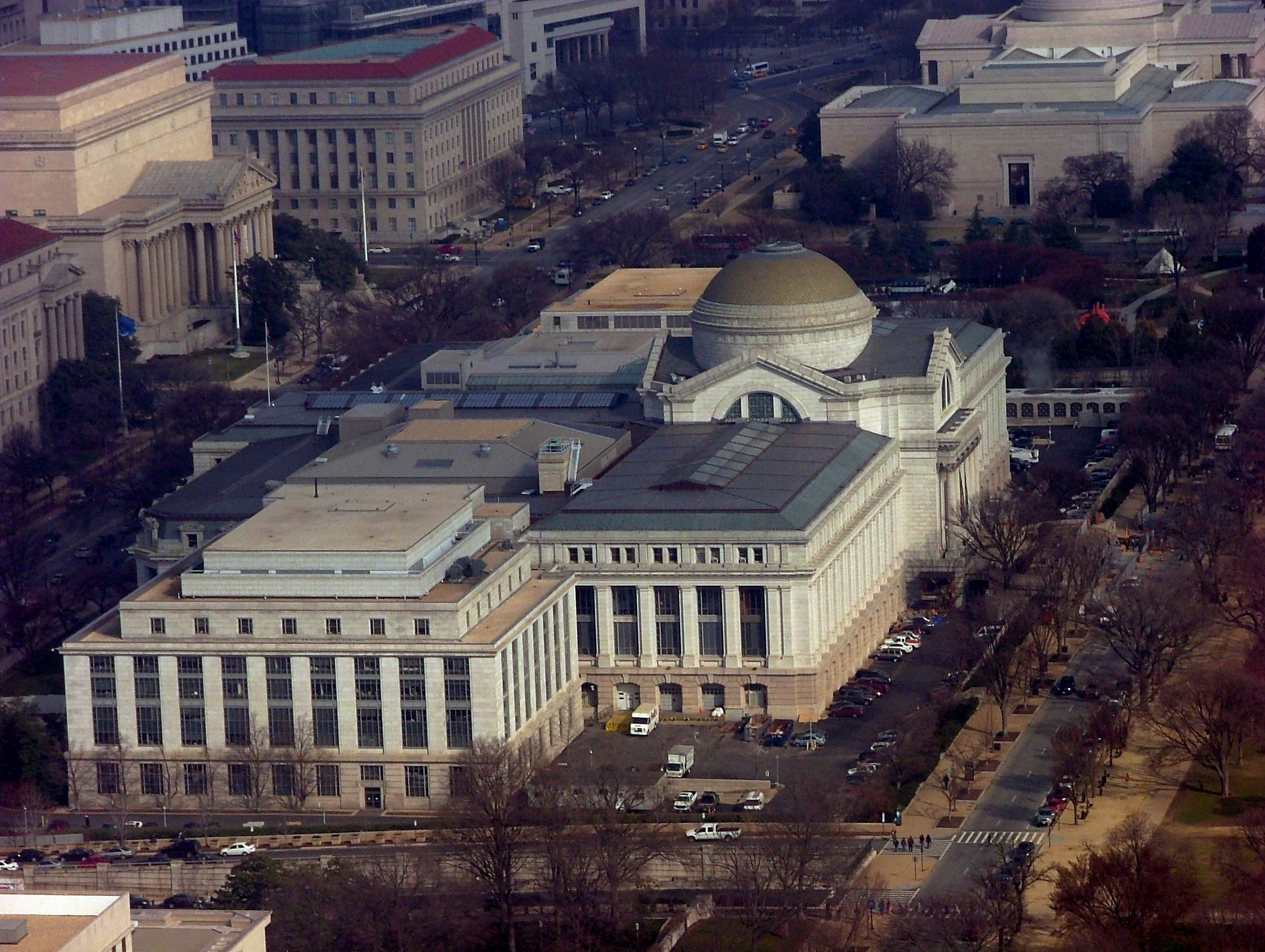
Національний музей природничої історії
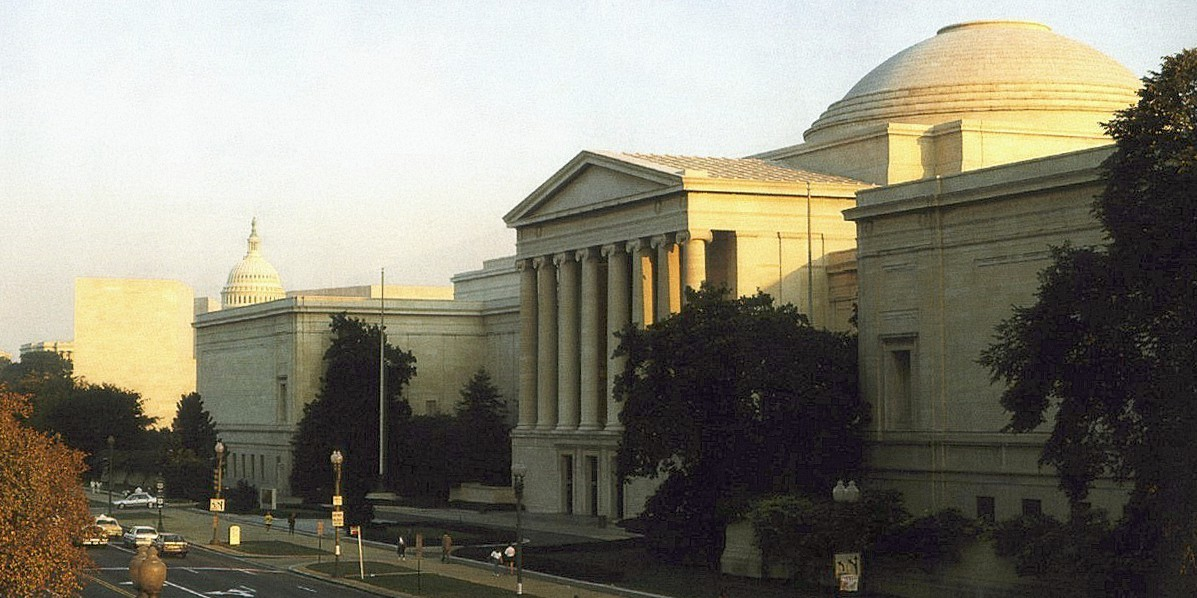
Національна галерея мистецтв
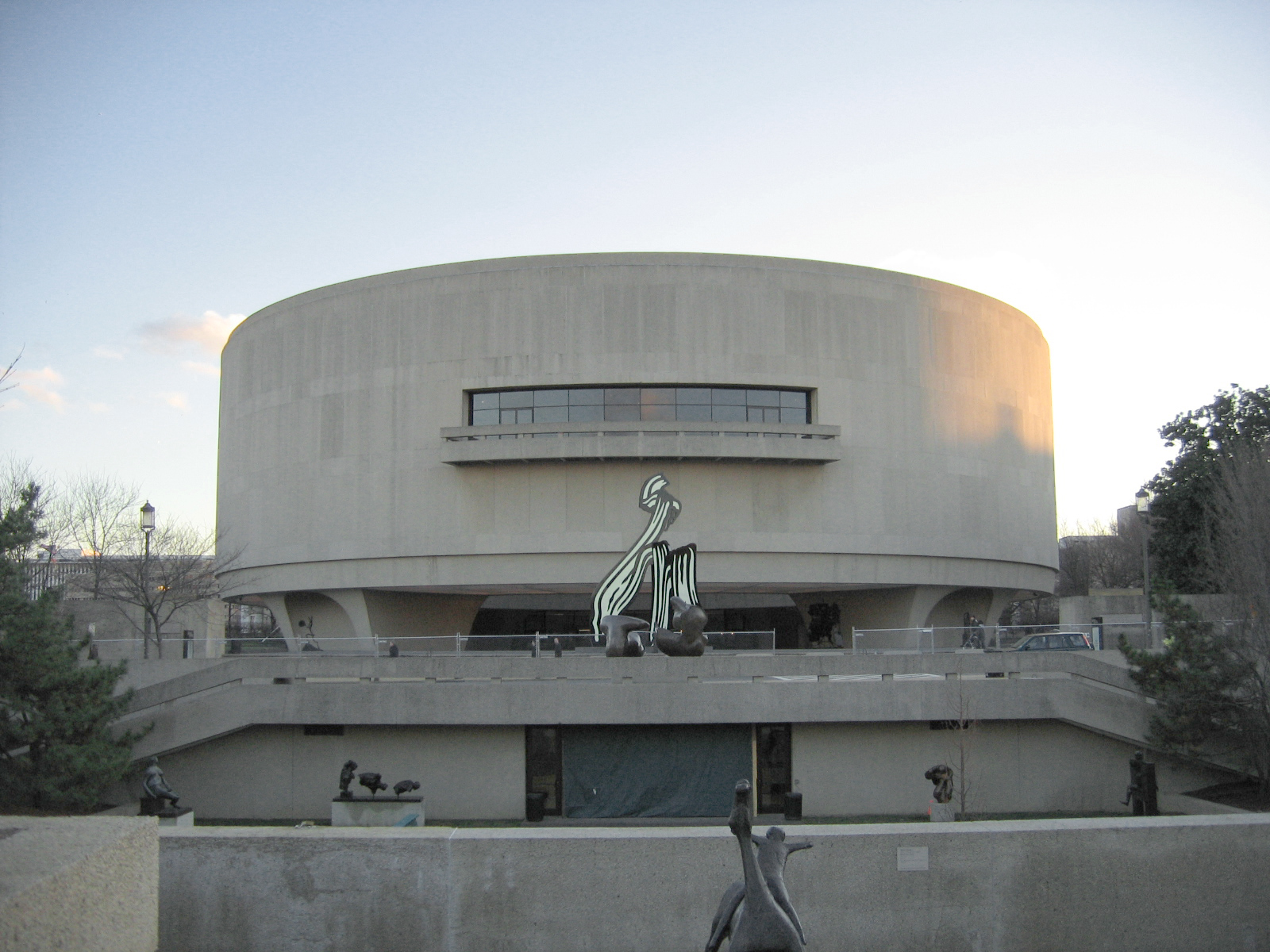
Музей Гіршгорна і сад скульптур